# Вальтер Кеніг
Вальтер Кеніг (нім. Walter König; 10 лютого 1891, Аннаберг-Бухгольц — 25 жовтня 1971, Ганновер) — німецький військовий ветеринар, доктор ветеринарії, генерал-майор ветеринарної служби вермахту (1 серпня 1942). Кавалер Лицарського хреста Хреста Воєнних заслуг з мечами.

## Біографія
Учасник Першої світової війни. Після демобілізації армії залишений в рейхсвері. З 1925 року — консультант ветеринарної інспекції Імперського військового міністерства. З 1935 року — директор 1-го курсу Військової ветеринарної академії, з 26 серпня 1939 року — командир академії. З 1 травня 1940 року — головний ветеринар 43-го армійського корпусу. З 7 жовтня 1940 року — головний ветеринарний офіцер при командувачі німецькою військовою місією в Румунії і повноважному німецькому генералові при головнокомандуванні румунської армії, потім — ветеринарний офіцер при старшому квартирмейстері на Чорному морі. З 5 лютого 1942 року — головний ветеринар 4-ї танкової армії. 1 лютого 1943 року відряджений до генерал-квартирмейстера Генштабу сухопутних військ ОКГ. З 1 лютого 1944 року — головний ветеринар 1-ї армії, з 8 жовтня 1944 року — групи армій «G». 8 травня 1945 року взятий в полон. В 1947 році звільнений.

## Нагороди
- Залізний хрест 2-го і 1-го класу
- Почесний хрест ветерана війни з мечами
- Медаль «За вислугу років у Вермахті» 4-го, 3-го і 2-го класу (18 років; 2 жовтня 1936) — отримав 3 нагороди одночасно.
- Хрест Воєнних заслуг 2-го і 1-го класу з мечами
- Медаль «За зимову кампанію на Сході 1941/42» (1942)
- Лицарський хрест Хреста Воєнних заслуг з мечами (1 червня 1944)[1]